# Kornet (instrument)
Kornet – instrument dęty blaszany z grupy aerofonów ustnikowych, podobny do trąbki. Zaliczany do rodziny rogów.

## Charakterystyka

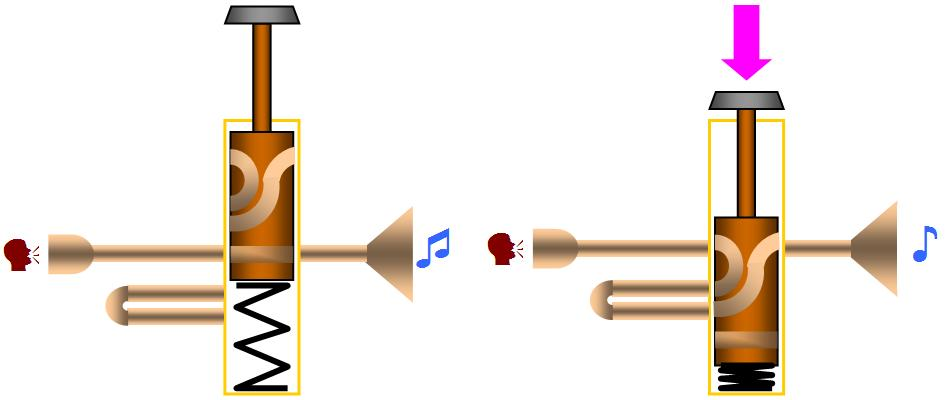
Wentyl tłokowy

Powstał z dawnego rogu pocztowego przez dodanie trzech wentyli tłokowych. Wentyl zwany jest również pistonem (od fr. nazwy piston – tłok). W obecnej formie znany we Francji od ok. 1830. Kornetem nazywano w XVII i XVIII w. niektóre cynki (w Polsce nazwa ta oznaczała cynki basowe z podwójnym wygięciem).
Gabarytowo mniejszy od trąbki, ma jednak większą menzurę – koniczną, od połowy mocno się rozszerzającą. Większa menzura niż trąbki powoduje „cieplejszy” ton instrumentu. Budowany w różnych strojach, o skali harmonicznej dźwięków od fis do c³. Linię melodyczną zapisuje się w kluczu wiolinowym. Ma większe możliwości techniczne niż trąbka. W orkiestrach dętych (rzadziej symfonicznych) kornetowi często powierza się linię melodyczną. 
W muzyce jazzowej używany przez m.in. Buddy’ego Boldena, Louisa Armstronga, Bixa Beiderbecke'a, „Kinga” Olivera, Rexa Stewarta, Nata Adderleya, Dona Cherry’ego, Andrzeja Marchewkę.